# Імстерберг
Імстерберг (нім. Imsterberg) —  громада округу Імст у землі Тіроль, Австрія.
Імстерберг лежить на висоті  879 м над рівнем моря і займає площу  10,84 км². Громада налічує 747 мешканців. 
Густота населення 69/км².  
|                                     |
| Імстерберг на мапі округу та землі. |

 Адреса управління громади: Ried 4, 6492 Imsterberg. 

## Демографія
Історична динаміка населення міста за даними сайту Statistik Austria

## Виноски
1. ↑  Dauersiedlungsraum der Gemeinden Politischen Bezirke und Bundesländer - Gebietsstand 1.1.2018 — Статистичне управління Австрії.
2. ↑  https://www.statistik.at/blickgem/blick1/g70204.pdf
3. ↑  www.imsterberg.tirol.gv.at. Архів оригіналу за 11 квітня 2022. Процитовано 18 травня 2022.
4. ↑  Gemeindedaten von Imsterberg. Архів оригіналу за 7 січня 2016. Процитовано 21 липня 2013.

| Австрія | Це незавершена стаття з географії Австрії. Ви можете допомогти проєкту, виправивши або дописавши її. |